# Granulimonas
Granulimonas es un género de bacterias grampositivas de la familia Atopobiaceae. Actualmente contiene una sola especie descrita: Granulimonas faecalis. Fue descrito en el año 2022. Su etimología hace referencia a granos pequeños. El nombre de la especie hace referencia a heces. Es anaerobia estricta e inmóvil. Tiene un tamaño de 0,5-0,7 μm de ancho por 0,8-1,6 μm de largo. Catalasa y oxidasa negativas. Temperatura de crecimiento entre 30-45 °C, óptima de 37-40 °C. Forma colonias circulares, opacas, elevadas y de color cremoso. Tiene un genoma de 2,2 Mpb y un contenido de G+C de 69%. Se ha aislado de heces de ratón. 